# Fénien

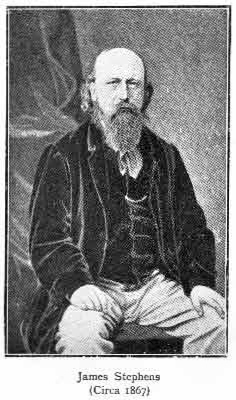
James Stephens.

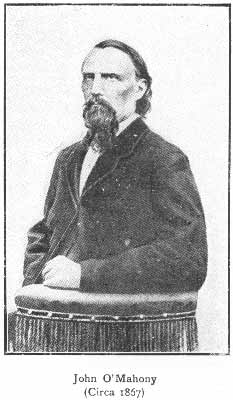
John O'Mahony.

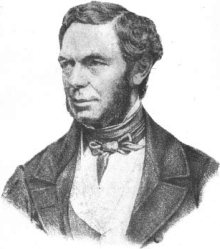
Michael Doheny (1805 - 1863)

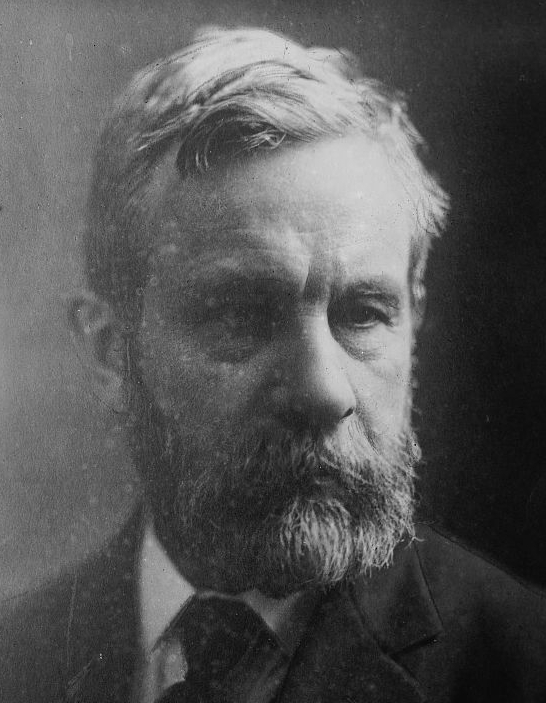
John Devoy.

Fénien ou fenian,, (anglais : fenian) désigne généralement et depuis la fin du XIXe siècle les nationalistes irlandais qui choisissent la violence pour lutter contre la présence britannique. Ce terme fait également référence aux membres de l'Irish Republican Brotherhood (IRB).
Le terme de fénien vient de l'irlandais Na Fianna ou Na Fianna Éireann, qui dans la mythologie celte était un groupe de guerriers professionnels menés par Finn Mac Cumaill vers le IIIe siècle ap. J.-C.
L'appellation peut également être utilisée de manière péjorative par les unionistes d'Irlande du Nord pour désigner les républicains irlandais d'une manière générale. On l'entend également dans l'ouest de l'Écosse en direction des catholiques d'origine irlandaise, notamment les supporters du Celtic FC.

## En Irlande
Les Féniens étaient regroupés dans l'Irish Republican Brotherhood (IRB), fondé le 17 mars 1858 à Dublin par James Stephens (en), en même temps que le Fenian Brotherhood américain, fondé à New York par John O'Mahony.
La révolte des Féniens, en particulier les événements de Manchester en 1867, est l'un des thèmes principaux du roman de Jules Verne Les Frères Kip.

## Aux États-Unis
La Confrérie des Feniens (en anglais : Fenian Brotherhood), branche américaine de l'IRB, fut fondée en 1858 par John O'Mahony (1816-1877), Michael Doheny (1805–1863) et James Stephens (en) (1825-1901), afin d'alimenter le soutien américano-irlandais à la rébellion armée irlandaise. Le Clan na Gael lui succéda, au XXe siècle.
Les Féniens du Clan na Gael organisèrent, depuis les États-Unis sous l'impulsion de John Devoy, l'évasion de six prisonniers politiques détenus à la prison de Fremantle en Australie, en 1876.

## Au Canada

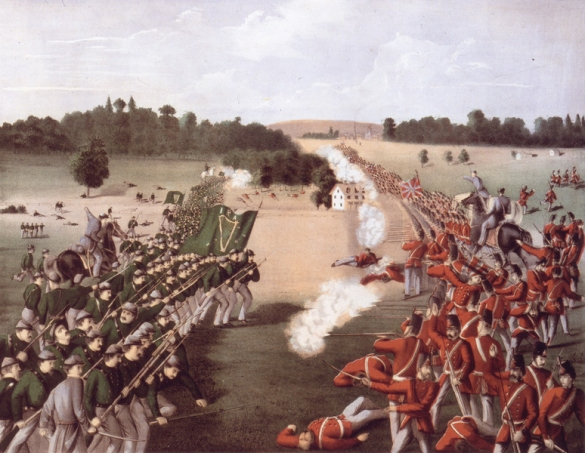
Illustration de la bataille de Ridgeway

Au Canada, une partie des Féniens américains envoya une armée d'invasion en 1866 qui fut repoussée et arrêtée par les autorités américaines. Ces arrestation eurent lieu à la suite de la bataille de Ridgeway se déroulant le 2 juin de la même année. Des raids de Féniens américains (basés au Minnesota) furent repoussés vers l'automne 1870 par une milice recrutée par le métis Louis Riel.

## Au Royaume-Uni
Les Féniens organisèrent un attentat à Londres le 13 décembre 1867.